# Guinea-Bisáu en los Juegos Olímpicos de Pekín 2008
Guinea-Bisáu estuvo representado en los Juegos Olímpicos de Pekín 2008 por tres deportistas, dos hombres y una mujer, que compitieron en dos deportes.
El portador de la bandera en la ceremonia de apertura fue el luchador Augusto Midana. El equipo olímpico no obtuvo ninguna medalla en estos Juegos.